# Кубок Інтертото 2006
12-й розіграш Кубку Інтертото 2006, що проводився під егідою УЄФА, пройшов із 17 червня по 22 липня 2006 року. Усього брали участь 49 команд. Жеребкування відбулося 23 квітня 2007 року в штаб-квартирі УЄФА в Ньйоні, Швейцарія. Загалом було проведено 76 матчів, у яких забито 351 гол. Одинадцять переможців третього раунду отримали право брати участь у Кубку УЄФА з другого кваліфікаційного раунду. Переможцем став Ньюкасл Юнайтед як команда, що досягла найбільшого прогресу в турнірній сітці Кубка УЄФА.

## Перший раунд
Перші матчі відбувалися 17—18 червня, матчі-відповіді — 24—25 червня.
| Команда 1                          | Заг.                               | Команда 2                          | 1-й матч                           | 2-й матч                           |
| Південно-середземноморський регіон | Південно-середземноморський регіон | Південно-середземноморський регіон | Південно-середземноморський регіон | Південно-середземноморський регіон |
| ---------------------------------- | ---------------------------------- | ---------------------------------- | ---------------------------------- | ---------------------------------- |
| Побєда                             | 2:4                                | Фарул                              | 2:2                                | 0:2                                |
| Сан-Жулія                          | 0:8                                | Марибор                            | 0:3                                | 0:5                                |
| Етнікос (Ахна)                     | 5:4                                | Партизані                          | 4:2                                | 1:2                                |
| Зриньські                          | 4:1                                | Марсашлокк                         | 3:0                                | 1:1                                |
| Центрально-східний регіон          |                                    |                                    |                                    |                                    |
| Кілікія                            | 1:8                                | Динамо (Тбілісі)                   | 1:5                                | 0:3                                |
| Шахтар (Караганда)                 | 4:6                                | МТЗ-РІПО                           | 1:5                                | 3:1                                |
| Нітра                              | 12:2                               | Гревенмахер                        | 6:2                                | 6:0                                |
| МКТ-Араз                           | 1:2                                | Тирасполь                          | 1:0                                | 0:2                                |
| Північний регіон                   |                                    |                                    |                                    |                                    |
| Кеплавік                           | 4:1                                | Данганнон Свіфтс                   | 4:1                                | 0:0                                |
| Дінабург                           | 2:1                                | ГБ Торсгавн                        | 1:1                                | 1:0                                |
| Тампере Юнайтед                    | 8:1                                | Кармартен Таун                     | 5:0                                | 3:1                                |
| Транс (Нарва)                      | 1:8                                | Кальмар                            | 1:6                                | 0:2                                |
| Ветра                              | 0:5                                | Шелбурн                            | 0:1                                | 0:4                                |

## Другий раунд
Перші матчі відбувалися 1—2 липня, матчі-відповіді — 8—9 липня.
| Команда 1                          | Заг.                               | Команда 2                          | 1-й матч                           | 2-й матч                           |
| Південно-середземноморський регіон | Південно-середземноморський регіон | Південно-середземноморський регіон | Південно-середземноморський регіон | Південно-середземноморський регіон |
| ---------------------------------- | ---------------------------------- | ---------------------------------- | ---------------------------------- | ---------------------------------- |
| Шопрон                             | 3:4                                | Кайсеріспор                        | 3:3                                | 0:1                                |
| Фарул                              | 3:2                                | Локомотив (Пловдив)                | 2:1                                | 1:1                                |
| Зета                               | 1:4                                | Марибор                            | 1:2                                | 0:2                                |
| Маккабі (Петах-Тіква)              | 4:2                                | Зриньські                          | 1:1                                | 3:1                                |
| Осієк                              | 2:2 (вг)                           | Етнікос (Ахна)                     | 2:2                                | 0:0                                |
| Центрально-східний регіон          |                                    |                                    |                                    |                                    |
| Грассгоппер                        | 4:0                                | Тепліце                            | 2:0                                | 2:0                                |
| Нітра                              | 2:3                                | Дніпро (Дніпро)                    | 2:1                                | 0:2                                |
| Рід                                | 4:1                                | Динамо (Тбілісі)                   | 3:1                                | 1:0                                |
| Тирасполь                          | 4:1                                | Лех (Познань)                      | 1:0                                | 3:1                                |
| Москва                             | 3:0                                | МТЗ-РІПО                           | 2:0                                | 1:0                                |
| Північний регіон                   |                                    |                                    |                                    |                                    |
| Тампере Юнайтед                    | 3:5                                | Кальмар                            | 1:2                                | 2:3                                |
| Оденсе                             | 3:1                                | Шелбурн                            | 3:0                                | 0:1                                |
| Ліллестрем                         | 6:3                                | Кеплавік                           | 4:1                                | 2:2                                |
| Гіберніан                          | 8:0                                | Дінабург                           | 5:0                                | 3:0                                |

## Третій раунд
Одинадцять переможців раунду отримують путівки до другого кваліфікаційного раунду Кубку УЄФА 2006—2007. Перші матчі відбулися 15—16 липня, матчі-відповіді — 22 липня.
| Команда 1                          | Заг.                               | Команда 2                          | 1-й матч                           | 2-й матч                           |
| Південно-середземноморський регіон | Південно-середземноморський регіон | Південно-середземноморський регіон | Південно-середземноморський регіон | Південно-середземноморський регіон |
| ---------------------------------- | ---------------------------------- | ---------------------------------- | ---------------------------------- | ---------------------------------- |
| Осер                               | 4:2                                | Фарул                              | 4:1                                | 0:1                                |
| Лариса                             | 0:2                                | Кайсеріспор                        | 0:0                                | 0:2                                |
| Вільярреал                         | 2:3                                | Марибор                            | 1:2                                | 1:1                                |
| Маккабі (Петах-Тіква)              | 3:4                                | Етнікос (Ахна)                     | 0:2                                | 3:2                                |
| Центрально-східний регіон          |                                    |                                    |                                    |                                    |
| Грассгоппер                        | 3:2                                | Гент                               | 2:1                                | 1:1                                |
| Олімпік (Марсель)                  | 2:2 (вг)                           | Дніпро (Дніпро)                    | 0:0                                | 2:2                                |
| Герта (Берлін)                     | 2:0                                | Москва                             | 0:0^                               | 2:0                                |
| Рід                                | 4:2                                | Тирасполь                          | 3:1                                | 1:1                                |
| Північний регіон                   |                                    |                                    |                                    |                                    |
| Ньюкасл Юнайтед                    | 4:1                                | Ліллестрем                         | 1:1                                | 3:0                                |
| Кальмар                            | 2:3                                | Твенте                             | 1:0                                | 1:3                                |
| Оденсе                             | 2:2 (вг)                           | Гіберніан                          | 1:0                                | 1:2                                |

## Підсумки
Вісім з одинадцяти клубів, які отримали путівки до Кубку УЄФА через Кубок Інтертото виграли свої кваліфікаційні матчі і пройшли до першого раунду. Чотири з цих клубів пройшли до групового етапу Кубка УЄФА. Клуб Ньюкасл Юнайтед пройшов до 1/16 фіналу, ставши переможцем Кубка Інтертото.
- Ньюкасл Юнайтед (переможець) (1/16 фіналу, програш клубу «АЗ»)
- Осер (груповий етап, 4-те місце в групі A)
- Грассгоппер (груповий етап, 5-те місце в групі C)
- Оденсе (груповий етап, 4-те місце в групі D)
- Олімпік (Марсель) (перший раунд, програш клубу «Млада Болеслав»)
- Герта (Берлін) (перший раунд, програш клубу «Оденсе»)
- Кайсеріспор (перший раунд, програш клубу «АЗ»)
- Етнікос (Ахна) (перший раунд, програш клубу «Ланс»)
- Твенте (другий кваліфікаційний раунд, програш клубу ФКІ Левадія)
- Рід (другий кваліфікаційний раунд, програш клубу «Сьйон»)
- Марибор (другий кваліфікаційний раунд, програш клубу «Партизан»)